# Antonio Chas
Antonio Chas Veira (nacido el 14 de marzo de 1915 en la localidad de San Pedro de Nós, en el municipio de Oleiros, La Coruña, España - fallecido el 11 de octubre de 1980 en Galicia, España) fue un futbolista español. Jugaba de delantero y su primer club fue el Galicia Sport Club.

## Carrera
Comenzó su carrera en 1929 jugando para el Galicia Sport Club. Enseguida fichó por el Deportivo de La Coruña, que tras dos temporadas lo cedió al Celta de Vigo primero y al Club Lemos después. Tras otra temporada en el Deportivo fichó en 1935 por el Racing de Santander. Jugó para ese equipo hasta 1940. En ese año se pasó al RCD Espanyol, en donde se mantuvo jugando hasta 1942. En ese año, Antonio se marchó al Real Oviedo, en donde jugó hasta el año 1946. Tras una última temporada en el Caudal, Chas confirmó su retiro definitivo del fútbol profesional.

## Clubes
| Club                   | País   | Año       |
| ---------------------- | ------ | --------- |
| Galicia Sport Club     | España | 1929-1930 |
| Deportivo de La Coruña | España | 1930-1932 |
| Celta de Vigo          | España | 1932-1933 |
| Club Lemos             | España | 1933-1934 |
| Deportivo de La Coruña | España | 1934-1935 |
| Racing de Santander    | España | 1935-1938 |
| Racing Club de Ferrol  | España | 1938-1939 |
| Racing de Santander    | España | 1939-1940 |
| RCD Espanyol           | España | 1940-1942 |
| Real Oviedo            | España | 1942-1946 |
| Caudal                 | España | 1946-1947 |